# Melchor Fernández de León
Melchor Fernández de León, también llamado en su época Melchor de León (¿Alcalá de Henares - ?), fue un dramaturgo español barroco de la época de Carlos II, miembro de la escuela de Calderón; no se le debe confundir con otro dramaturgo algo anterior, Manuel de León Marchante.

## Biografía
Nació en fecha no precisada a mediados del siglo XVII; Cayetano Alberto de la Barrera creyó que era natural de Alcalá de Henares, pero es poco probable. En 1676 ya escribía piezas teatrales, pues aparecen obras suyas en la Parte cuadragésimo segunda de comedias y dos años después se representaba en palacio por primera vez su comedia El dios Pan con motivo del cumpleaños de la Reina (27 de diciembre de 1678). Estuvo muy bien considerado en la Corte de Carlos II y se le dieron cometidos que exigían una gran confianza, como sustituir a Pedro Calderón de la Barca, recién fallecido, para terminar el auto sacramental que dejó incompleto para la fiesta del Corpus en Madrid en 1681 o redactar para la corte vienesa la relación de la fiesta cortesana en que se estrenó la última obra de Pedro Calderón de la Barca, Hado y divisa de Leonido y de Marfisa, en la cual se gastó cinco veces más que en La púrpura de la rosa. Fue muy amigo de otro poeta y dramaturgo notable, Agustín de Salazar y Torres, en cuyo elogio fúnebre incluyó el soneto que va al principio de la segunda parte de la Cítara de Apolo de este autor (1694). 
Compuso piezas sobre todo para la corte real, en especial fiestas y zarzuelas para algunas de las cuales dispuso de la música del gran compositor Juan Hidalgo. Entre sus obras de este tipo se encuentran Endimión y Diana, La conquista de las Malucas, El veneno en la guirnalda y la triaca en la fuente, Venir el Amor al mundo y labrar flechas contra sí, Ícaro y Dédalo y El primer templo de Amor. Otros textos dramáticos del autor fueron comedias de figurón como El sordo y el montañés o La vida del gran tacaño, pieza esta última en la que adapta a la escena el Buscón, novela picaresca de Francisco de Quevedo. También escribió autos sacramentales (El divino Aquiles y otros quizá en colaboración) y teatro breve (loas, bailes y entremeses).
Algunos rasgos recurrentes de su teatro son la comicidad, el gusto por las escenas a oscuras, los finales sin boda (es autor que no gusta de casar a los personajes principales de sus comedias) y un uso limitado pero efectista de la tramoya.